# PoRO (Studio)
PoRO (Zusatz: Coquettish Doll) ist ein japanischer Produzent für pornografische (Hentai) Anime, die hauptsächlich auf dem Videomarkt als Original Video Animation veröffentlicht werden. Bei den Produktionen handelt es sich meist um Adaptionen von pornografischen Videospielen (Erogē) und Mangas (Hentai).
Das Studio wurde im Jahr 2009 gegründet und ist ein Tochterunternehmen von A1c.

## Produktionen

### Original Video Animation
- Bloods Inraku no Ketsuzoku
- Floating Material
- Oni Chichi
- Kowaku no Toki
- Dark Blue
- Fukubiki! Triangle – Miharu After
- I Can
- JK to Ero Giin-Sensei
- Kagirohi – Shaku Kei
- Love 2 Quad
- Papa Love
- Princess Limited
- Reunion
- Shin Hitō Meguri
- Triangle Blue
- Uhō Renka
- Valkyrie Chōkyō Semen Tank no Ikusa Otome 10-nin Shimai
- Wizard Girl Ambitious
- JK to Ero Konbini Tenchou[1]